# Peloptulus sacculiferus
Peloptulus sacculiferus is een mijtensoort uit de familie van de Phenopelopidae. De wetenschappelijke naam van de soort is voor het eerst geldig gepubliceerd in 2008 door Weigmann.